# Pedro de Osma
Pedro Martínez de Osma o semplicemente Pedro de Osma, (... – Alba de Tormes, 16 aprile 1480) è stato un teologo spagnolo.

## Biografia
Studiò al Colegio Mayor de San Bartolomé a Salamanca dove poi divenne professore di filosofia in quella Università dal 1444. Lì ebbe come allievo Antonio de Nebrija che disse di lui «era lo spagnolo più saggio del suo tempo dopo Tostado».
Fra il 1478 ed il 1479 venne processato dall'inquisizione spagnola. Il giudice, un prete domenicano, Juan de Epila, ordinò di bruciare tutte le copie della sua opera De confessione. Vari altri teologi erano impegnati a confutare le sue presunte eresie o dottrine sospette. L'arcivescovo di Toledo,  Alfonso Carrillo, lo convocò ad Alcalá per discutere sulle sue eresie. Poiché egli non si presentò, in quanto era già molto malato, venne giudicato colpevole di nove tesi contenute nelle sue opere. Ad esempio, sosteneva che la contrizione era sufficiente per il perdono dei peccati mortali e che da sola poteva dare l'assoluzione sacramentale, dopo aver osservato la penitenza. Inoltre negava la validità delle indulgenze Insieme alle sue opere volevano bruciare anche la sua cattedra ma gli altri professori si opposero. Pedro de Osma venne espulso da Salamanca e non gli fu permesso di tornare per un anno intero, ma alla fine di tale periodo avrebbe potuto rientrare in Salamanca e nel suo posto all'Università. L'indulgenza della sentenza fu dovuta alla buona disposizione di Osma verso i giudici e al fatto che non vennero riscontrati errori nel resto delle sue opere. 
Fece pubblica penitenza e abiurò pubblicamente i propri errori, tuttavia, prima della fine dell'anno morì, il 16 aprile 1480.

## Opere
- In libros Ethicorum
- Compendio sobre los seis libros de la Metaphysica (di Aristotele)
- De confessione